# Salamander 2
Salamander 2 (沙羅曼蛇2, Saramanda 2) é um jogo Shoot 'em up lançado para arcade em 1996 pela fabricante japonesa de jogos eletrônicos Konami. O jogo é um spin-off da série Gradius, e a continuação direta de Salamander.

## Jogabilidade
Em Salamander 2 o jogador controla uma espaçonave, passando por diversas fases e atirando em inimigos. O poder de fogo da nave pode ser aumentado através de power-ups e o jogador enfrenta um chefe no final de cada fase. São ao total sete fases.
| Nº de fase | Descrição                                      | Chefe de fase                      |
| ---------- | ---------------------------------------------- | ---------------------------------- |
| Fase 1     | Céu vermelho e Floresta Alienigina             | Leviatã                            |
| Fase 2     | Espaço Cideral com meteoros e bombas gigantes  | Dragão Robô de 6 cabeças           |
| Fase 3     | Interior do Alien, com bactérias aliens        | Coração do Alien                   |
| Fase 4     | Naves de batalha espaciais                     | Tetran (Modificado para Tenny Rop) |
| Fase 5     | Cinturão de asteroides e interior da Fortaleza | Nave camuflada de asteróide        |
| Fase 6     | Nave Mãe 1, Metálica                           | Nave Espacial Inimiga              |
| Fase 7     | Nave mãe 2, Organica                           | Besta Alienigina de 3 cabeças      |